# 千葉氏
千葉氏（ちばし）は、日本の氏族。

## 概要
桓武平氏の平忠常の曾孫である常兼が、拠点の下総国千葉荘にちなみ「千葉大介」と称したのが起源とされる。常兼の孫である千葉常胤の子のうち、長男・千葉胤正が千葉氏を継ぎ、次男・相馬師常は相馬氏の当主・信田師国（篠田師国） の養子となって相馬氏を継ぎ、六男・千葉胤頼（東胤頼）は東氏の初代となった。
坂東八平氏・関東八屋形の一つに数えられる下総の豪族で、守護大名・戦国大名となった一族である。桓武平氏良文流。通字は「胤」である。

## 平安時代から南北朝時代

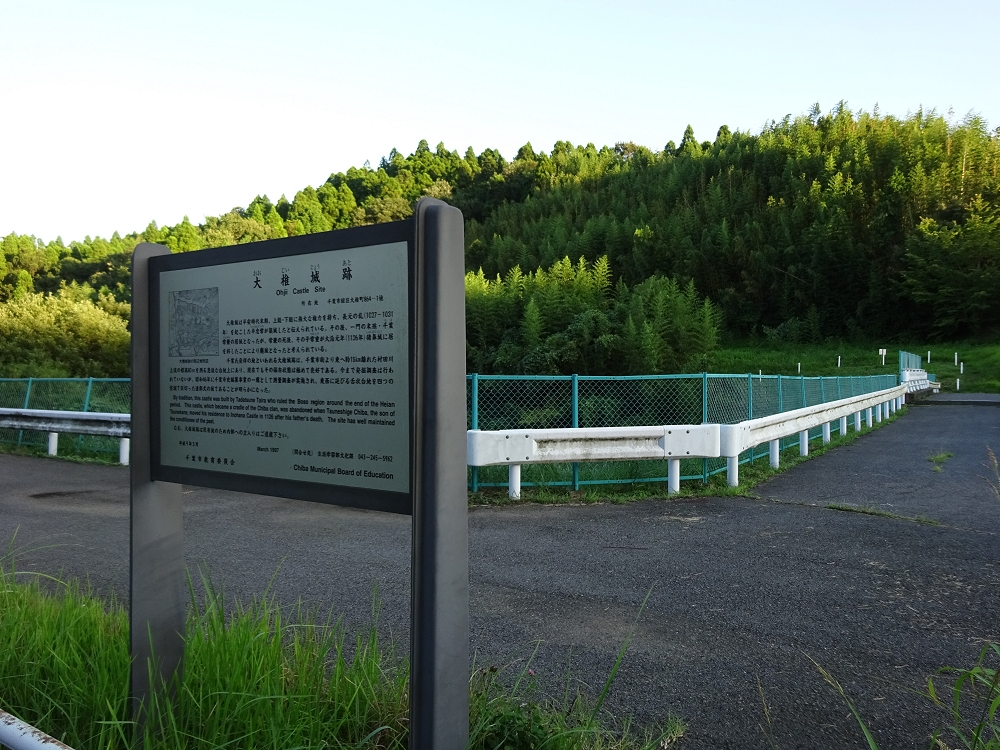
大椎城跡

平常長は上総国山辺郡大椎（現在の千葉市緑区大椎町）に舘を築いて本拠とした。その子である常兼の代に従来は上総国に土着していた一族の下総国への進出が始まったと思われる。また常兼は上総権介か下総権介（もしくは両方）に任じられて、本拠地の大椎より大椎権介と呼ばれた。これは後になって千葉大夫と呼ばれるようになる。
さらにその子の常重は長男でありながら惣領ではなく、ここに房総平氏は千葉氏と上総氏の2つの流れに分かれることになった。常重は大椎から下総国千葉郡にあった千葉荘へ移り、現在の千葉市中央区亥鼻付近に館を築いたとされる。また下総権介に任ぜられ、千葉介を名乗り、以降も、千葉氏の惣領は千葉介を名乗ることになる。
上総氏との分裂の経緯から、千葉氏と上総氏の間には所領を巡る争いがあった。常重の子千葉常胤の頃には周辺に土着した武士（佐竹氏ら）との間で相馬御厨を巡る争いがあった。常胤は下総権介でありながら下総一国を掌握することさえままならない状態であった。こうした中で1180年（治承4年）に源頼朝が平氏に対して挙兵し、石橋山の戦いに敗れた後に安房国へ渡ると、常胤は頼朝から加勢を求められ、これに応じた。常胤は平家との戦いや奥州藤原氏との戦いで活躍し、さらに上総氏の惣領上総広常が頼朝に嫌われて粛清されると、千葉氏の権力は上総国まで及んだ。鎌倉時代には下総の守護とされた。

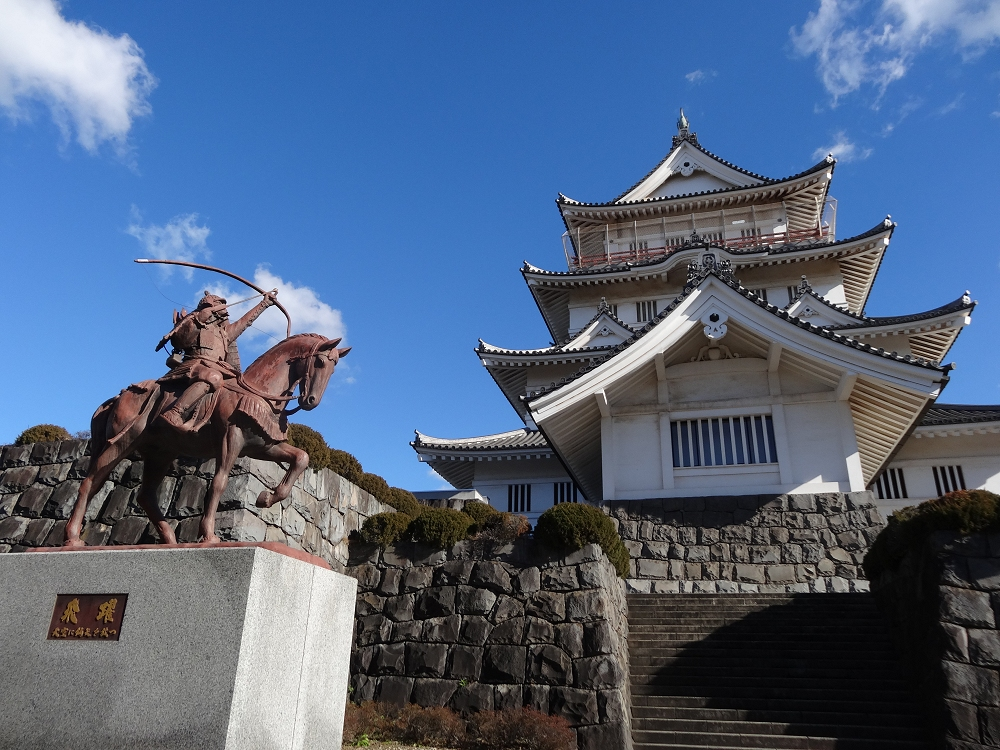
千葉市立郷土博物館

ところが、常胤の孫の千葉成胤の没後、千葉氏に幼少の当主が相次いだのに対して、早くから兄とともに幕府に出仕していた弟の千葉常秀の系統が房総平氏の惣領的な地位に立つことになる。その子である千葉秀胤は鎌倉幕府の評定衆に任じられ、幼少の千葉氏当主千葉頼胤の後見としたため、千葉氏の一族の多くも秀胤に従うこととなった。ところが宝治合戦で、縁戚である三浦氏に連座した秀胤は北条氏に攻め滅ぼされ、秀胤に従った房総平氏の多くも処分された。千葉頼胤は罪を問われることなく、名ばかりであった千葉氏の当主としての主導権を回復させたものの、一族の多くを失った打撃が大きかった。千葉氏が妙見菩薩を千葉氏宗家（成胤とその子孫）および一族の守護者であることを強調する主張（“妙見説話”）を完成させたのは、頼胤の時代であるとする説がある。
元寇に出陣した千葉頼胤が戦死し、嫡男の宗胤が代わりに九州に下った。下総の留守を守る家臣たちの中に、下総守護の職務が行えない宗胤に代わって弟の胤宗を当主に擁立して、宗胤には肥前国に留まるように望む意見が高まった。これに反発する宗胤とそれを支持する家臣はこれに抵抗し、長期にわたって紛争を続けた。胤宗は妻の実家である金沢流北条氏の支援を受けて本拠地である千葉荘を掌握したのに対して、兄の宗胤は下総国府と隣接する八幡荘を掌握して対抗した。また、胤宗は金沢流北条氏が崇敬していた律宗（真言律宗）を保護したのに対して、宗胤は八幡荘を拠点としていた日蓮宗（中山門流）を保護するなど、信仰面でも対立したとされる。宗胤没後、長男の胤貞は、折りしも勃発した南北朝の戦いに際して北朝方について南朝方の貞胤（胤宗の子）を攻め、貞胤は北朝方に降伏した。しかし降伏した貞胤は北朝側に寝返って、室町幕府より下総守護の地位を保障された胤宗の子孫が千葉氏宗家として存続した。このため、宗家の地位を失った胤貞流の千田氏はその後衰退し、肥前国にあった宗胤の次男胤泰が九州千葉氏を興すことになった。

## 室町時代

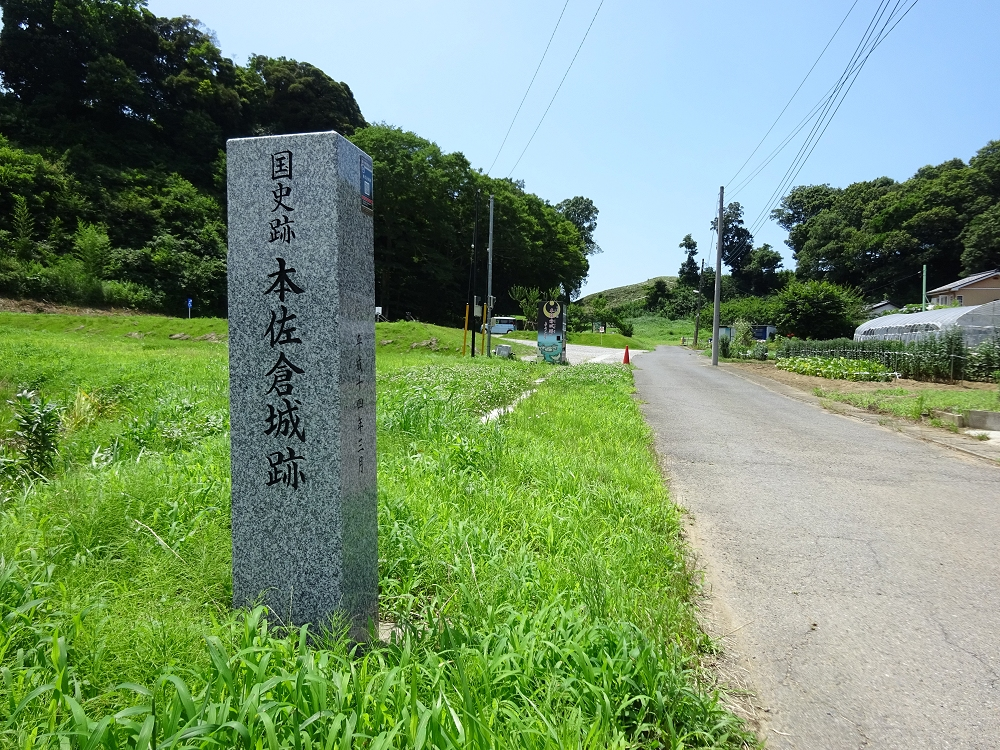
本佐倉城跡

室町時代中期の1455年（康正元年）、享徳の乱で千葉氏内部での分裂が起り、嫡流は事実上滅亡する。しかも筆頭家老である原氏の勢力が千葉氏の当主より強大化することになる。これに対して室町幕府の命を受けた太田道灌や東常縁（千葉氏支流の東氏出身）らは、嫡流の千葉胤賢の遺児実胤と自胤を擁立して下総に侵攻。千葉氏を奪った馬加氏を滅ぼすことに成功する。だが、原氏をはじめとする家臣団は古河公方の支援を受けて、馬加康胤の庶子もしくは千葉氏胤の曾孫にあたる千葉輔胤を擁立して領国内を掌握したため、討伐軍は目的を果たせずに下総から撤退する。以降、千葉氏は本拠地を現在の千葉市から佐倉市、酒々井町の一帯に移し、衰退の一途をたどることとなる。
千葉胤賢と千葉輔胤の系統は互いに千葉氏の宗家を名乗った。便宜上、前者を武蔵千葉氏、後者を下総千葉氏と呼称することがある。だが、輔胤の系統が古河公方の支援を受けて下総本国を掌握していったのに対して、胤賢らを支援してきた室町幕府が古河公方との和議に踏み切って享徳の乱による古河公方主導の再編を黙認したため、武蔵千葉氏が下総へ帰還する望みは失われ、石浜城（現在の浅草）を中心とした小領主に転落することになった。以後、下総千葉氏の当主が千葉氏歴代当主として系譜に記載されることになる。
なお、東京都足立区の長勝寺には武蔵千葉氏によって建立された千葉勝胤（下総千葉氏当主）の墓があり、下総千葉氏と武蔵千葉氏のつながりを示すものとして足立区登録有形文化財になっている。

## 戦国時代
戦国時代に入ると、常陸国の佐竹氏、小弓公方足利義明や安房国の里見氏の侵攻を受けるようになる。そして北条氏康と姻戚関係を結ぶことで、後北条氏の支援をもとに所領を守る。
千葉氏内部においても、第26代当主を継いだ千葉親胤は、原親幹によって暗殺されてしまい、続いて第29代当主を継いだ千葉邦胤が1585年（天正13年）に家臣の手で暗殺されるなどの混乱が続いた。1590年（天正18年）、第31代当主千葉重胤の時に豊臣秀吉の小田原征伐で後北条氏が滅亡したことにより、千葉氏も所領を没収され、戦国大名としての千葉氏は滅亡した。重胤は徳川家康に仕えたが、後に浪人となった。また、武蔵千葉氏も後北条氏から千葉直胤を当主に迎えていたこともあり、没落の運命を辿っている。他には仙台藩や一関藩に仕えた者もいる。
千葉氏一族は奥州でも活躍した。改姓した相馬氏や、千葉氏からの養子を迎えたとされる葛西氏は特に有名である。他の大族としては薄衣、鳥畑、長坂、大原氏らが葛西氏重臣として活躍。このほか大崎氏や伊達氏に仕えた一族もあり、敵味方に分かれて戦った。千葉氏の名乗りのまま、戦国時代に突入した分枝もある。
しかし本家に遅れること5年、1590年（天正18年）のいわゆる奥州仕置と葛西大崎一揆、九戸一揆の過程で主だった者は相次いで戦死、あるいは一揆首謀者として処刑、改易された。奥州の千葉一族は相馬氏などを除いて歴史の表舞台から姿を消した。相馬氏は近世大名として明治維新を迎えた。
浪人となった一族は仕官を求めて東日本各地へ離散した。帰農した者も多く、奥州仕置で他の没落した諸氏と同様、奥州各地で庄屋、豪農などの上級農民層を形成した。

## 現代
千葉県内など千葉氏ゆかりの自治体では「千葉氏サミット」や「酒々井・千葉氏まつり」といったイベントを開催している。
千葉市内を中心に、各城跡のほか、お茶の水、通町公園の千葉常胤像、君待橋、千葉山、千葉氏累代の墓（五輪塔）、坂尾の桜など史跡も数多く残り、気軽に出かけることが可能である。

## 千葉氏歴代当主
- 平忠常（平忠頼の子、千葉小次郎と名乗る?）
- 平常将（忠常の子、千葉介?）
- 平常長（常将の子、千葉大夫?）
- 平常兼【初代】（常長の子、千葉大介?）
- 平常重（千葉常重）【二代】（常兼の子、実質上の千葉氏初代）
- 千葉常胤【三代】（常重の子、下総国初代守護）
- 千葉胤正【四代】（常胤の長男）
- 千葉成胤【五代】（胤正の子）
- 千葉胤綱【六代】（成胤の長男）
- 千葉時胤【七代】（成胤の三男、胤綱の長男説もある→千葉時胤#時胤の系譜の問題）
- 千葉頼胤【八代】（時胤の子）
- 千葉宗胤【九代】（頼胤の長男、九州千葉氏の祖）
- 千葉胤宗【十代】（頼胤の次男）
- 千葉貞胤【十一代】（胤宗の長男）
- 千葉一胤【十二代】（貞胤の長男、正式な家督継承前に戦死）
- 千葉氏胤【十三代】（貞胤の次男）
- 千葉満胤【十四代】（氏胤の子）
- 千葉兼胤【十五代】（満胤の子）
- 千葉胤直【十六代】（兼胤の子、康胤に討たれる）
- 千葉胤将【十七代】（胤直の長男）
- 千葉胤宣【十八代】（胤直の次男、康胤に討たれる）
- 千葉康胤【十九代】（満胤の次男、初め馬加氏）
- 千葉胤持【二十代】（康胤の子）
- 千葉輔胤【二十一代】（康胤の庶長子?）
- 千葉孝胤【二十二代】（輔胤の子）
- 千葉勝胤【二十三代】（孝胤の子）
- 千葉昌胤【二十四代】（勝胤の子）
- 千葉利胤【二十五代】（昌胤の長男）
- 千葉親胤【二十六代】（利胤の子、昌胤の四男説もある）
- 千葉胤富【二十七代】（昌胤の次男）
- 千葉良胤【二十八代】（胤富の長男）
- 千葉邦胤【二十九代】（胤富の次男）
- 千葉直重【三十代】（北条氏政の子）
- 千葉重胤【三十一代】（邦胤の長男、北条氏の人質生活を送り、滅亡後に零落する）
- 千葉俊胤【三十二代】（邦胤の次男、初め粟飯原氏、続いて鏑木氏）
- 千葉定胤【三十三代】（重胤の子）
- 千葉知胤【三十四代】（良胤の孫）
- 千葉英胤【三十五代】（知胤の子）
- 千葉紀胤【三十六代】（英胤の子）
- 千葉宗胤【三十七代】（紀胤の子）
- 千葉倚胤【三十八代】（宗胤の子）
- 千葉胤邑【三十九代】（倚胤の子）

以下略

## 千葉氏主要家臣団
鎌倉期
- 富木常忍
- 太田乗明
- 曽谷教信

戦国期
- 原氏
  - 原胤隆
  - 原胤清
  - 原胤貞
  - 原胤栄
  - 原胤義
  - 原親幹
  - 原邦房
  - 原胤長
  - 原邦長
  - 原虎胤 - 最初は千葉当主千葉勝胤家臣。のち武田家（武田信虎・武田信玄）家臣。
- 高城氏
  - 高城胤吉
  - 高城胤辰
  - 高城胤則
- 臼井景胤
- 山室常隆
- 井田胤徳
- 大須賀政常
- 村上綱清
- 海保氏[8]

## 庶家
- 上総千葉氏
- 九州千葉氏
- 奥州千葉氏

千葉六党（千葉氏を含む）
- 千葉介
- 相馬氏
- 東氏
- 武石氏 → 亘理氏 → 涌谷伊達氏
- 大須賀氏
- 国分氏

その他
- 原氏
- 円城寺氏
- 鏑木氏
- 木内氏
- 石出氏
- 高城氏
- 上総酒井氏
- 海保氏
- 坂戸氏
- 幡谷氏
- 遠藤氏
- 椎名氏
- 田路氏
- 林田氏
- 葛西氏
- 新渡部氏
- 徳島氏
- 伊達氏
- 亘理氏
- 這見氏
- 匝瑳氏
- 這見氏
- 臼井氏
- 神保氏
- 志津氏
- 蕨氏
- 栗山氏
- 中台氏
- 物井氏
- 吉岡氏
- 荻原氏
- 山梨氏
- 鹿渡氏
- 吉橋氏
- 齋藤氏
- 逸見氏
- 飯高氏
- 海上氏
- 油田氏
- 下総氏
- 小川氏
- 本荘氏
- 垣生氏
- 鴨根氏
- 千田氏
- 金原氏
- 武射氏
- 小見氏
- 岩戸氏
- 佐賀氏
- 岡浜氏
- 衣山氏
- 弥平氏
- 多谷氏
- 村沢氏
- 波生氏
- 平群氏
- 大塚氏
- 大貫氏
- 堀氏
- 高樋氏
- 和田氏
- 岩沢氏
- 松川氏
- 鳥畑氏
- 金沢氏
- 門崎氏
- 峠氏
- 寺崎氏
- 多古氏
- 徳島氏
- 粟飯原氏
- 馬場氏
- 境氏
- 堺氏
- 立沢氏
- 三谷氏
- 平田氏
- 中沢氏
- 辺田氏
- 田辺多氏
- 六崎氏
- 寺尾氏
- 小松氏
- 南条氏
- 神崎氏
- 蕪木氏
- 白井氏
- 鶴牧氏
- 鏑木氏
- 鹿増氏
- 油良氏
- 長坂氏
- 百岡氏
- 伊刺氏
- 本吉氏
- 浜田氏
- 一関氏
- 星氏
- 馬篭氏
- 矢作氏
- 高田氏
- 大原氏
- 浅井氏
- 岩橋氏
- 本庄氏
- 成田氏
- 鴇崎氏
- 稲毛氏
- 公津氏
- 鹿島氏
- 椎埼氏
- 成東氏
- 鳴戸氏
- 篠本氏
- 篠田氏
- 椎埼氏
- 長嶋氏[注釈 4]
- 多田氏